# Шейх Махмуд
Шейх Махмуд (д/н — 1327) — державний діяч Держави Хулагуїдів.

## Життєпис
Походив з монгольського племені сулдус племенного союзу тайджиутів. Належав до роду Чілауна, який був одним із чотирьох великих сподвижників Чингісхана. Син впливового полководця Чобана від його першої дружини. Протягом 1310-х років останній накопичив значну владу, з 1319 року став фактичним правителем держави. Хасан отримав посаду наїба (намісника) Вірменії, а 1320 року — також наїба Грузії.
Загалом зберігав вірність ільханам, але 1327 року після страти старшого брата — візира Димішк-ходжи — та поразки повстання батька за наказом Абу-Саїд Багадур-хана був арештований та відправлений до Тебризу. Тут Шейх Махмуда було страчено. Врятувався лише його молодший син Пір-Хусейн.